# Ettore Romagnoli (compositore)
Ettore Romagnoli (Siena, 22 ottobre 1772 – Siena, 13 gennaio 1838) è stato un compositore italiano, fratello del compositore Deifebo.

## Biografia
Nel 1822 Carlo Gervasoni lo include nella sua Nuova teoria di musica, e lo dice «attuale maestro di cappella» di Santa Maria a Provenzano. Lo dice studente, con il fratello Deifebo, di Lorenzo Borsini, e autore di molta musica sacra e di eccellenti cantante celebrative granducali. Nel 1841 François-Joseph Fétis è più parco negli elogi, ma conferma la produzione sacra e le cantate. Nel 1886, Rinaldo Morrocchi lo descrive valente violinista, autoditatta nel violoncello, eccellente cartografo e disegnatore. Lo dice membro dell'Accademia dei Distinti, traduttore in italiano dei trattati musicali di Jean-Philippe Rameau, Jean-Jacques Rousseau e Jean-Baptiste d'Alembert, autore di diverse composizioni profane su testi di Torquato Tasso, Ossian, Dante Alighieri e Vittorio Alfieri, debitrici dello stile di Giovan Carlo Maria Clari, e di molte composizioni sacre e celebrative (per la Regina d'Etruria, datata 1806, e per il Cardinale Zondanari), successive alla sua nomina, nel 1802, a maestro di cappella di Provenzano. Morrocchi informa anche della sua attività di scrittore (scrisse una Storia artistica di Siena, la Biografia degli illustri senesi, una "guida turistica" di Siena) e della sua facente funzione quasi di diplomatico senese (guidò notabili stranieri alla scoperta della città su incarico della nobiltà locale). Lo dice anche collaboratore di Gervasoni alle stesura della Nuova teoria di musica.

## Opere e fonti
Come per il fratello Deifebo, Morrocchi parla di moltissime musiche di Ettore nell'Archivio di Provenzano, notizia che viene confermata dalla rivista Musical Times e da Robert Eitner. L'ufficio ricerca fondi musicali (URFM) e il RISM (Répertoire international des sources musicales) hanno però trovato poche composizioni al duomo di Siena, al duomo di Torino, al Conservatorio e all'Archivio della Santissima Annunziata a Firenze, e alla Santini-Bibliothek di Münster. Solo nel 2018, il Centro Documentazione Musicale della Toscana e studiosi senesi ritrovano un grande numero di composizioni di Romagnoli nel Fondo Provenzano e nel Fondo Pieri della Biblioteca degli Intronati di Siena.
Nel Fondo Provenzano, giunto alla biblioteca dopo una breve permanenza all'Archivio Arcivescovile, figurano centinaia di composizioni sacre e profane, mentre il Fondo Pieri (il conte Giovanni Maria Pieri Pecci fu amico personale ed esecutore testamentario di Romagnoli, a detta anche di Morrocchi, e i suoi eredi hanno donato le sue carte agli Intronati nel 1861) conserva quasi 200 opere tra cantate profane (per Leopoldo II), pezzi strumentali per i Distinti, trascrizioni di musiche di altri compositori e ulteriori pezzi sacri, oltre ad alcuni trattati musicali.
Lasciò un'opera manoscritta alla Biblioteca senese, nel 1835, Biografia Cronologica de' Bellartisti Senesi, pubblicata nel 1976. Fra i tanti artisti, viene ricordato anche Giuseppe Fantastici, pittore del XVIII secolo, che ha lasciato varie pregevoli opere, in città e nella provincia senese.